# Red Faction: Armageddon
Pour les articles homonymes, voir Red Faction (série).
Red Faction: Armageddon est un jeu vidéo de tir à la troisième personne sorti entre le 7 et le 10 juin 2011 sur Windows, Xbox 360, PlayStation 3. Le jeu est développé par Volition, Inc. et édité par THQ en collaboration avec la chaîne de télévision Syfy. Il s'agit du quatrième et dernier volet de la série Red Faction.

## Scénario
Darius Mason, un ancien soldat de la Red Faction, et illustre descendant de la famille Mason, connue sur Mars pour l'avoir libérée, doit faire face à un ennemi, Hale, à la tête d'une armée de fanatiques sectaires. L'histoire présente Hale comme le pendant maléfique de Darius Mason, qui est quant à lui l'incarnation du héros.
L'histoire commence par un assaut contre le terraformeur de Mars qui était déjà évoqué dans l'épisode précédent, Red Faction Guérilla. En effet, Hale et son armée veulent détruire le terraformeur, la Red Faction, devenue l'armée de Mars, tente alors de l'en empêcher, Darius est de la partie. En vain, le terraformeur est détruit et Darius se sent responsable. Quant à Hale, il disparaît pendant plusieurs années, sans qu'on ne sache réellement ce qu'il est devenu. Darius Mason, retiré de la Red Faction, reprend quant à lui un travail de mineur. L'atmosphère de Mars, ne permettant plus d'y accueillir la vie humaine dans de bonnes conditions, les habitants se sont à nouveau enterrés sous terre, comme dans le premier opus de Red Faction. Alors que Darius est engagé comme mineur par de mystérieuses personnes, il découvre les ruines de ce qui semble être un temple bâti avant l'arrivée des humains sur Mars. À bord de son exo-armure,il tombe dans un piège tendu par Adam Hale et les cultistes. C'est par une ruse d'imposture qu'Halle s'est fait passer pour l'archéologue qui a embauché Mason pour qu'il ouvre pou lui un sceau qui libère une race extraterrestre appelée la Peste qui vit dans les tunnels. Après être tombé d'une falaise qui l'a laissé inconscient pendant trois jours, Darius se rend compte que les événements ont pris une très mauvaise tournure. Guidé par SAM (Situation Awareness Module), il s'échappe des tunnels vers une colonie minière souterraine où il découvre que la Peste attaque la population. Se regroupant avec des survivants et quelques soldats de la Faction Rouge, il escorte un convoi d'ambulances jusqu'à Bastion avec l'aide d'un exosuit L.E.O. trouvé en chemin. En arrivant à Bastion, Darius constate que la ville est presque totalement envahie par la Peste et que tous les blessés se cachent dans le centre de la cité. Darius aide les habitants mais ceux-ci se retournent contre lui lorsqu'ils apprennent qu'il a a brisé le sceau libérant la Peste. Alors qu'il s'échappe vers la surface, les poursuivants qui le suivent sont attaqués et massacrés par la race extraterrestre. La Faction Rouge, accompagnée de Frank, arrive et l'arrête mais elle est soumise à des attaques à son tour. Darius rejoint alors la Faction Rouge et aide à repousser la Peste.
Informé que Hale est impliqué dans la libération de la Peste, Frank informe Darius sur la cachette des cultistes. Darius les attaque dans un walker avec l'aide de Kara. Il découvre Hale en train d'essayer de dompter la Peste. Darius tente alors de tuer Hale mais il rate son coup. La tentative étant loupée, il tente de s'échapper dans un char à mine. Hale poursuit Darius avec son walker. Finalement, son engin est endommagé par un glissement de terrain. Darius sort alors son pistolet magnétique pour achever Hale en faisant tomber des morceaux du plafond qui le décapite.
Darius poursuit sa quête contre la Peste et cherche à en savoir plus sur elle. Il est récupéré par Kara et s'échappe dans un walker jusqu'à une ville maraudeur où ils espèrent en apprendre plus sur les envahisseurs. Ils découvrent une entrée secrète inaccessible et remplie de lave. Darius et Frank contournent l'obstacle. Darius et Kara s'engagent plus profondément dans les tunnels pour trouver la reine extraterrestre mais Kara est tuée lorsqu'ils sortent pour réparer une jambe du robot. Seul, Darius se lance dans une vendetta personnelle contre la Reine qu'il combat et affaiblit gravement. Enragée, elle commence son ascension vers la surface afin de s'en emparer définitivement de toute la planète.
À ce moment-là, SAM découvre que la Peste ne peut résister à une atmosphère semblable à celle de la Terre. En apprenant cette faiblesse, Darius, avec l'aide de la nanoforge, doit réparer le terraformeur pour créer une nouvelle atmosphère sur la planète. Le S.A.M. explique qu'en raison de leur profondeur souterraine, ils doivent rapidement remonter à la surface pour empêcher la Peste d'envahir complètement la planète rouge. Mason considère que le moyen le plus rapide d'atteindre la surface est de s'accrocher à l'un des tentacules de la Reine pendant son ascension. Il retrouve le terraformeur que Hale a détruit, traverse la zone infestée par la Peste et le répare ce qui tue la Peste. La Faction Rouge et les forces du Maraudeur arrivent bientôt au terraformeur pour sécuriser la zone. Après une brève conversation avec Frank, Mason admire le terraformeur dissipant les nuages de poussière. Un orage commence à apparaître au loin et la lumière du soleil perce enfin les nuages.

## Système de jeu
Red Faction: Armageddon possède un environnement de jeu hautement destructible. Le joueur doit récupérer fortifications sectaires sur la surface ravagée par la catastrophe de la planète et de défendre les colons de créatures martiennes hostiles dans les anciennes mines et de gouffres situés en dessous et infestations nettoyage de toutes les structures.
Utilisation du pistolet Magnet, Darius, le protagoniste principal, tire d'abord à un objet, puis à un second objet, puis les tirs de roquettes premier objet vers le second.
Les rendements Nano-Forge, après avoir été transmis à travers deux générations de la famille Mason. Père Darius a intégré l'outil avec une fonction qui renverse toute destruction et tout traité d'objets artificiels. Le Nano-Forge comportera également une capacité connue sous le nom Impact, qui décharge une rafale incroyablement puissant de la force qui peut souffler structures et jeter les ennemis de leurs pieds.
Darius Nano-Forge, armes et armures seront tous mis à niveau, en améliorant leur efficacité, déverrouiller de nouvelles compétences, et de modifier leur apparence.
Lors de l'E3, Volition a fait ses débuts le exosuit LEO, "un costume robotique avec des armes puissantes dont la plus grande force semble néanmoins être sa capacité pour passer à travers les structures avec peu d'effort. Darius a piloté les LEO à pleine vitesse à travers une horde d'étrangers, les éclaboussures au contact, puis ramené un immeuble infesté par s'écraser à travers ses murs. "[4]
Le jeu propose coopératif multijoueur jusqu'à quatre joueurs, appelés Infestation, qui dispose de deux modes de jeu différents, la survie où vous devez survivre face à des vagues de plus en plus difficile assaillants extra-terrestres et de défense où vous devez défendre domaines de l'attaque.
Dans une série en six épisodes sur YouTube, le principal développeur du jeu histoire Léo et Max révélé "Ruine mode". Ce mode se compose de rien d'autre que "souffler trucs". Les joueurs peuvent soit prendre tout le temps qu'ils veulent, ou provoquer la destruction autant que possible en une minute. Ce dernier mode aura soutenu dans le monde entier et classements ami. [3] [5]
Cependant, Ruin le mode ne sera disponible que pour les joueurs qui achètent le jeu neuf ou l'achat d'une ligne de code, que les joueurs ont le choix entre jouer à la démo du mode ou entrer un code à l'aide des méthodes indiquées ci-dessus.

## Développement et sorties
Le 4 juin 2010 sort un teaser sous la forme d'un court trailer, le jeu a été annoncé  sur GameTrailers TV.
Du 15 au 17 juin 2010, le jeu a également été présenté lors de l'E3 2010.
La même année, lors du Comic-Con de San Diego, une bande dessinée promotionnelle intitulée Red Faction : Armageddon #0 a été offert en guise de cadeau gratuit.
En avril 2011, un jeu multijoueur téléchargeable basé sur des véhicules, appelé Red Faction : Battlegrounds est disponible. En outre, le réseau Syfy a produit un film pour la télévision qui fait le lien entre l'histoire de Guerrilla et celle d'Armageddon. Il est intitulé Red Faction : Origins. Le même mois, afin de promouvoir Red Faction : Armageddon, THQ lance Red Faction : Battlegrounds, un jeu de tir multidirectionnel. Le jeu a été développé par THQ Digital Warrington et est sorti sur Xbox Live Arcade et PlayStation Network. Red Faction : Battlegrounds est un jeu de tir top-down à deux sticks basé sur des véhicules, avec un gameplay similaire à un derby de démolition.
Le 3 mai 2011, une démo jouable du jeu a été annoncée est proposée sur Xbox 360.
C'est le 2 juin 2011 que la démo jouable pour la PlayStation 3 est sortie. Une démo jouable de la version Windows est sortie exclusivement par le biais du service OnLive.

## Accueil
En général, le jeu a reçu une note globale majoritairement positive indique Metacritic. Les versions PlayStation 3 et Xbox 360 attestent d'une note de 71/100, tandis que la version Windows obtient un 75/100.
Jeuxvideo.com lui octroie une note de 14/20. Leur avis est mitigé : le jeu régresse par rapport à son prédécesseur (appauvrissement, courte durée de vie, histoire intéressante mais narration maladroite, ...) tout en étant efficace dans le gameplay notamment grâce au pistolet magnétique.
Selon GameSpot, " Red Faction : Armageddon revient à ses racines avec brio : l'aspect linéaire leur plaît tout autant que l'arsenal puissant et agréable à utiliser. Il note une destructibilité remarquablement poussée et trouve qu'il est gratifiant de se frayer un chemin dans cette aventure d'annihilation d'extraterrestres. Pour le critique, l'une des mécaniques de jeu les plus puissantes, les plus inspirantes et les plus hilarantes se trouve dans le pistolet magnétique qui fait des ravages."
GameSpy a été plus négatif dans sa critique. En effet, il considère que " la campagne principale est passée d'un jeu ouvert dans le genre de Grand Theft Auto à un désordre strictement linéaire, très rapproché et mal pensé". Il décrit également le "mode ruine " comme "incroyablement amusant en courtes séquences mais estime qu'il est une perte de temps car sans objectifs primordiaux ni véritable sens de la récompense". Cependant, il a fait l'éloge de l'arsenal en déclarant que "vous disposez d'un équipement plutôt chouette pour faire le deal".
IGN a écrit : "Malgré une histoire oubliable et des problèmes de rythme dans la campagne, Red Faction : Armageddon est un bon divertissement pour laisser sortir l'enfant destructeur qui sommeille en vous".
Mike Splechta de GameZone a donné à la version Xbox 360 une note de 8,5 sur 10 et a déclaré : " Je n'étais pas sûr d'aimer le changement de formule du jeu, qui passe du monde ouvert de Guerrilla à une formule plus linéaire basée sur des missions. Cependant, ce ne fut pas le cas. Le scénario est captivant, même s'il est parfois un peu cliché ; les commandes sont parfaites et on ne s'ennuie jamais à niveler tout ce qui nous entoure. Red Faction : Armageddon est tout simplement un plaisir à jouer".
GamePro lui a attribué, ainsi qu'à la version PS3, trois étoiles et demie sur cinq et a déclaré : " Armageddon n'est pas mauvais, il est juste ordinaire. On a l'impression que Volition est parti de zéro, mais qu'il a accidentellement trop jeté ce qui a rendu le dernier jeu génial".
Joystiq a dit de la version Xbox 360 : "Dans Red Faction : Armageddon, le développeur Volition a abandonné tout ce qui a fait de Red Faction : Guerrilla et se retrouve avec un jeu terne, sans cœur et sans compétence".
Russ Frushtick de MTV a conclu : " Volition a transformé Red Faction en un jeu de tir sans intérêt et oubliable".
Au Japon, où les versions PS3 et Xbox 360 ont été portées et publiées par Spike le 9 juin 2011, Famitsu a attribué aux deux versions une note de deux neuf et deux huit pour un total de 34 sur 40.
Digital Spy lui a donné trois étoiles sur cinq et a déclaré que la série a fait " un petit pas en avant, mais pas tout à fait le pas de géant qui était nécessaire".
The Escapist lui a également donné trois étoiles sur cinq et l'a qualifié de " tireur réflexe poli et satisfaisant qui supprime les décisions significatives du jeu et banalise sa propre plus grande technologie ".
Edge lui a donné une note de six sur dix et a déclaré : " Une fois de plus, Volition fournit une technologie exceptionnelle, mais ne parvient pas à la façonner en une expérience vraiment engageante et durable".
The A.V. Club lui a donné un C et a déclaré : " Tout ce qu'Armageddon fait, il le fait bien, de la même manière qu'une victime de lobotomie peut marcher et parler sans problème".
Metro a donné à la version PS3 une note de quatre sur dix et l'a qualifiée de " suite rétrograde qui sabote ou supprime toutes les meilleures fonctionnalités du jeu précédent et gaspille l'un des meilleurs arsenaux du jeu ".
Ben "Yahtzee" Croshaw, de Zero Punctuation, a classé le jeu en quatrième position dans sa liste des cinq pires jeux de 2011, en déclarant : "Avec une intrigue qui donne l'impression d'avoir laissé tomber la moitié de ses cartes et d'avoir épluché l'autre moitié sur les croûtes du dos d'un sans-abri, et la marque de fabrique destructo-physique réduite à une attraction de carnaval, Red Faction : Armageddon se glisse confortablement dans la culotte lourdement tachée de la quatrième place".
En comparaison avec les précédents opus de la série, les critiques ont apprécié le nouvel armement tout en étant perplexes quant au passage d'un jeu dont le monde ouvert à un jeu de tir linéaire qui, dès lors, rejette les points forts de son prédécesseur. Les mauvaises ventes ont entraîné la décision de THQ d'arrêter de sortir des jeux dans la franchise Red Faction. En effet, l'impact financier négatif s'est ressenti sur leur trimestre financier,,. Les droits de la série étaient détenus par THQ Nordic mais ils seront plus tard transférés à sa société sœur Koch Media, qui les placera sous son label Deep Silver en 2020.